# 홋카이도도 제128호선

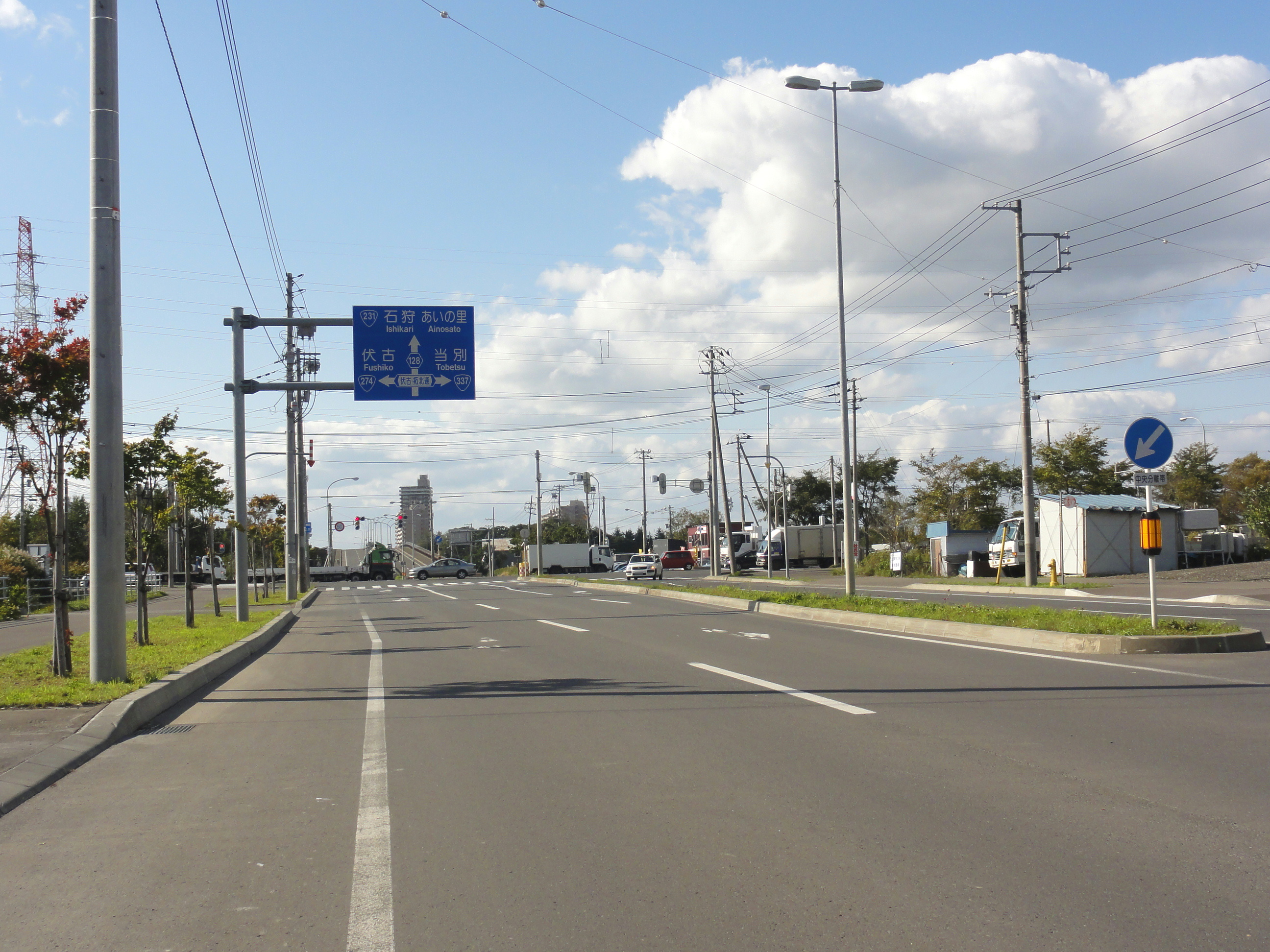

128번 홋카이도도(일본어: 北海道道128号札幌北広島環状線→홋카이도도 128호 삿포로-기타히로시마 순환선)는 홋카이도 삿포로시 니시구에서 기타히로시마시까지 이어지는 일본의 주요 지방도 노선이다.